# Алфури
Альфур, Альфурс, Алфурос, Алфурес, Аліфороес, Аліфуру або Хорафора (голландською мовою Alfoeren) — широкий термін, уживаний за часів португальської морської імперії для позначення всіх немусульманських і нехристиянських народів, які проживали у важкодоступних районах у східній частині Приморської Південно-Східної Азії, переважно з району Арафурського моря.

## Етимологія

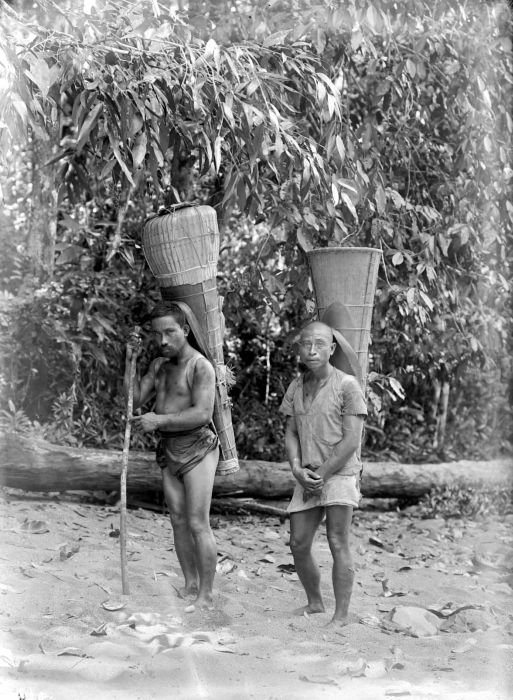
Під час Другої світової війни японські солдати примушували робітників-алфурів в Рабаулі, які несли воронкоподібні кошики, улюблені людьми Альфур для збору ворожих продуктів.

Було запропоновано кілька джерел походження терміна «алфур», зокрема з іспанської, португальської та навіть арабської мов. Однак найбільш імовірна гіпотеза полягає в тому, що воно походить від тідорезського halefuru, сполуки, що складається з коренів hale «земля» та furu «дикий». З Тідоре його перейняли та використовували малайські торговці, а також португальські, іспанські та голландські авантюристи та колоністи, які прибули на Острови прянощів.
Цей термін стосувався певних земель та їхніх мешканців, які вважалися «дикими», «неприрученими» або «язичницькими», особливо в регіонах, що підпали під вплив Тідора та сусіднього Тернату. Таким чином, цей термін особливо використовувався щодо народів на Малукських островах (зокрема, Хальмахера, Серам і Буру) і прилеглих районах північного та центрального Сулавесі. До 1900-х папуасів також часто називали «алфури». У 1879 році Ван Мусшенбрук, колишній житель Менадо, описав використання цього терміна так:
«Загальний місцевий критерій того, чи є хтось досі [чи вже не є] алфуром, полягає в тому, що він відмовився від язичництва через прийняття монотеїстичної релігії, будь то християнство чи іслам. Таким чином, алфури є серед найрізноманітніших рас, як серед меланезійських жителів Нової Гвінеї та справжніх полінезійців Серама, а також серед (мікро?)-незійських сангірців та малайсько-полінезійських мешканців Целебеса».
Як і у випадку з так званими індіанцями Південної Америки, різні народи, яких разом називають алфурами, не були культурно однорідними. Таким чином, загалом стверджується, що термін «алфур» не має етнологічної цінності, і незабаром після початку ХХ століття він практично зник з голландських адміністративних та академічних писань. Слово «Alfuren» продовжував використовувати у своїх роботах німецький антрополог Георг Фрідрічі. Він використовував це в більш конкретній манері для позначення тубільців або ранніх жителів Малуккських островів, а також для жителів острова Сулавесі.

### Сучасне використання
У сучасних публікаціях, таких як путівники, поняття «алфур» включено як загальну назву для корінного населення, що живе в лісових районах більших Молуккських островів, таких як Халмахера та Серам.

## Культура
Зазвичай ці люди зберігають традиційну автономію у питаннях соціальної організації, їжі та одягу. Як сумку, жінки часто носять характерний воронкоподібний кошик.
Алфури зазвичай мало контактують з більш урбанізованим суспільством прибережних міст, до якого входять поселенці-трансмігранти. Їхнім військовим начальником був вождь Амбон I. Алфури зберігали звичай полювання за головами до 1940-х років. Ніні вони перебували під керівництвом вождя Амбука Аба Ампаланга (на прізвище Алфур).
Алфури беруть участь у війнах, наприклад, в боях з іншими племенами, щоб стримувати ворогів від нападу на них. Вони воюють як солдати, озброєні мачете, ножами, списами, луками і стрілами, а також мушкетами для вищих посадових осіб. Їх основним обладунком є шкіряні елементи. У деяких випадках алфури звертаються по допомогу до народу вемале, оскільки вони мають з ними союз.
Рада алфурів стверджує, що представляє їх інтереси в уряді Індонезії.